# Ljósavatn
Ljósavatn est un lac d'Islande. Il est situé dans le nord du pays, à l'est d'Akureyri. Il fait l'objet d'une pêche modérée en saison estivale.